# Oreala

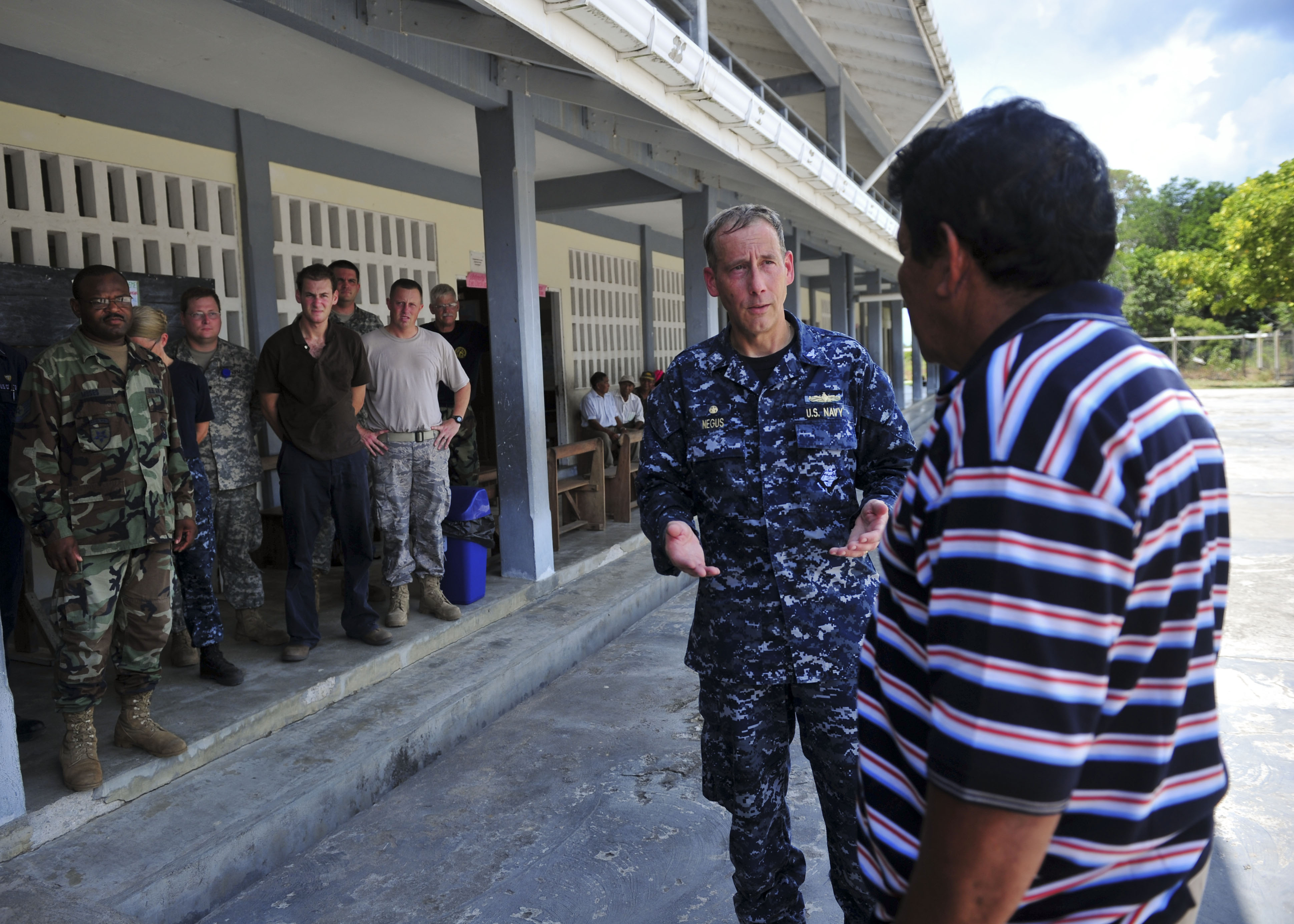
Amerikaanse soldaten in Oreala tijdens een hulpproject (2010)

Oreala (ook: Orealla) is een inheems Arowakken dorp in Oost-Berbice-Corantijn, Guyana. Het dorp ligt 24 kilometer noordwestelijk van het Surinaamse Apoera. De post Oreala behoorde na de overdracht van Berbice, Demerary en Essequebo aan het Verenigd Koninkrijk (1814) nog toe aan Suriname, maar is daarna door Brits Guiana ingelijfd.
Oreala is alleen per boot bereikbaar. De economie is voornamelijk gebaseerd op zelfvoorzieningslandbouw en bosbouw. Het dorp heeft een traditioneel dorpsbestuur. In 2019 was de Toshao (dorpshoofd) Carl Peneux.
Corriverton · Kasjoe-eiland · Moleson Creek · New Amsterdam · Oreala · Port Mourant · Rose Hall · Sakuru · Wel te Vreeden